# Lago Visaginas
Il lago Visaginas è un lago situato a sud della città di Visaginas ad est della Lituania.
Lo specchio d’acqua si trova nella contea di Utena, precisamente nel comune di Visaginas. 

## Descrizione
Il lago ha origine glaciale. Si estende per lunghezza da nord a sud per 2,3 km e per larghezza fino a 1,6 km. La costa è irregolare, soprattutto sul lato sud e ovest. Le due isole, di piccola dimensione, si trovano sul lato nord e ovest del lago (0,5 ettari di superficie). Il fondale è composto da sabbia e torba, oltre ad essere ricco di sedimenti ricchi di materia organica (in geologia si parla di sapropel).
Il lago è circondato da foreste (principalmente pini, alberi assai comuni nella contea) su ogni lato. In alcune zone crescono canne e giunchi di palude. Nello specchio d’acqua confluiscono due fiumi, il Paklevė e un altro senza nome: dal lago parte un torrente chiamato Visaginas che termina nel lago Drūkšiai.
Sulla sponda settentrionale, abitanti del posto e turisti sono soliti svolgere attività fisiche quali jogging e corsa, poiché lì è stata costruita una pista d’atletica. Il villaggio Ramybė si trova invece sul litorale opposto.
È questo lago ad aver modificato il nome della città Visaginas, prima chiamata Sniečkus in onore del Segretario Generale del Partito Comunista della Lituania durante il periodo sovietico. Il lago trae origine dalle parole lituane visi ginas.

## Galleria d’immagini

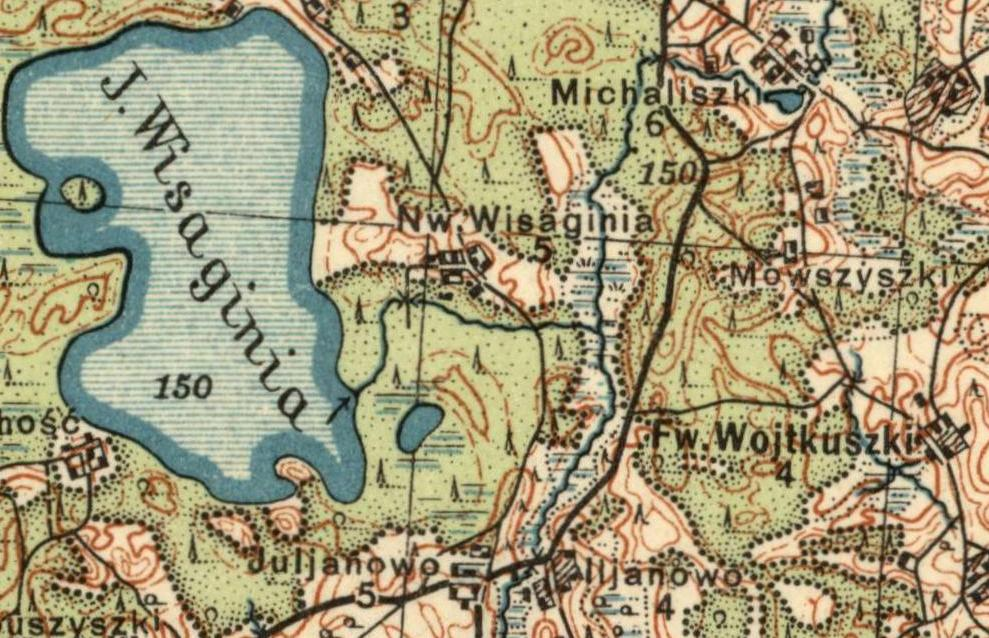
Lago su una mappa della Polonia del periodo interbellico
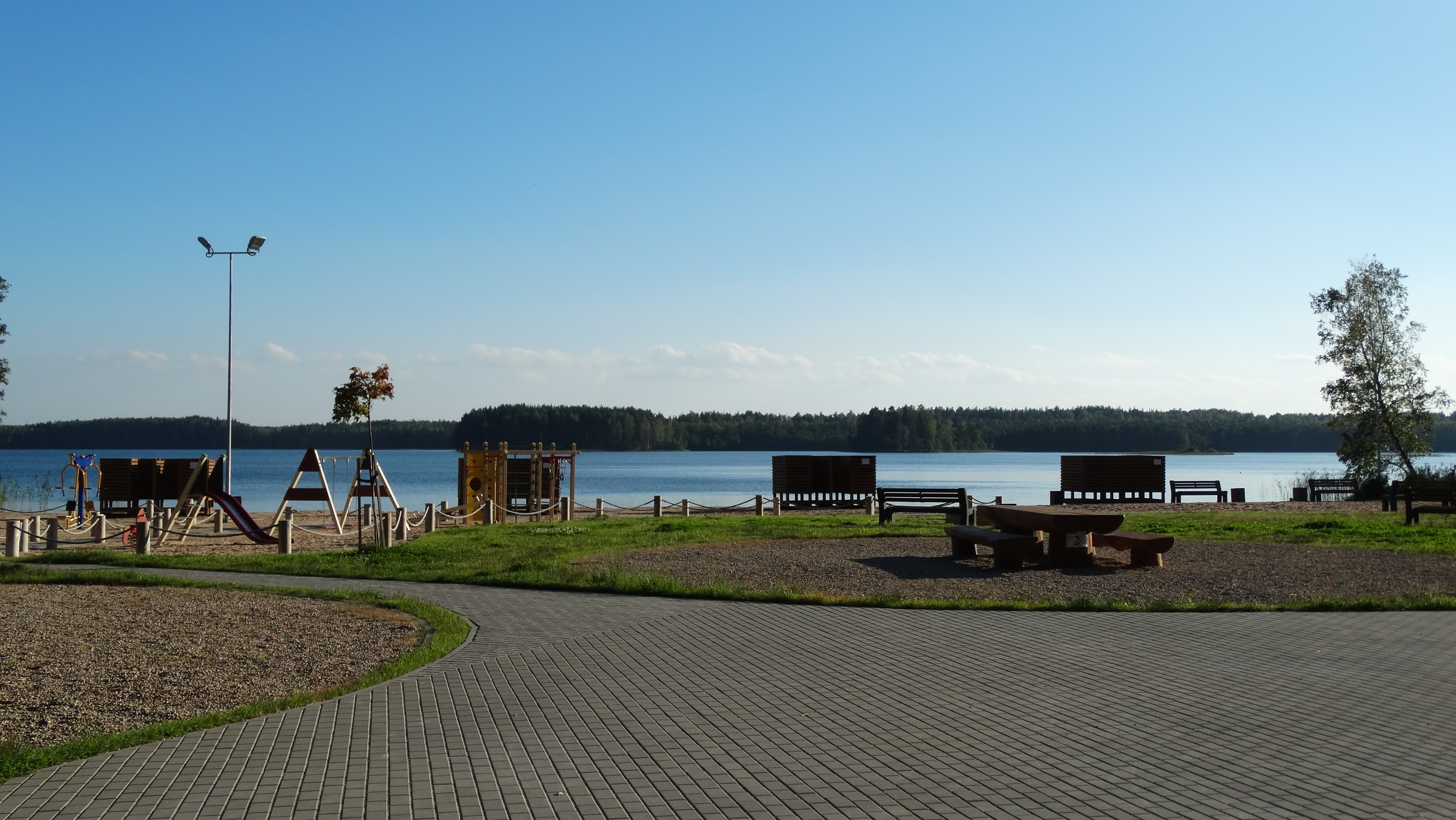
Vista dal litorale nord
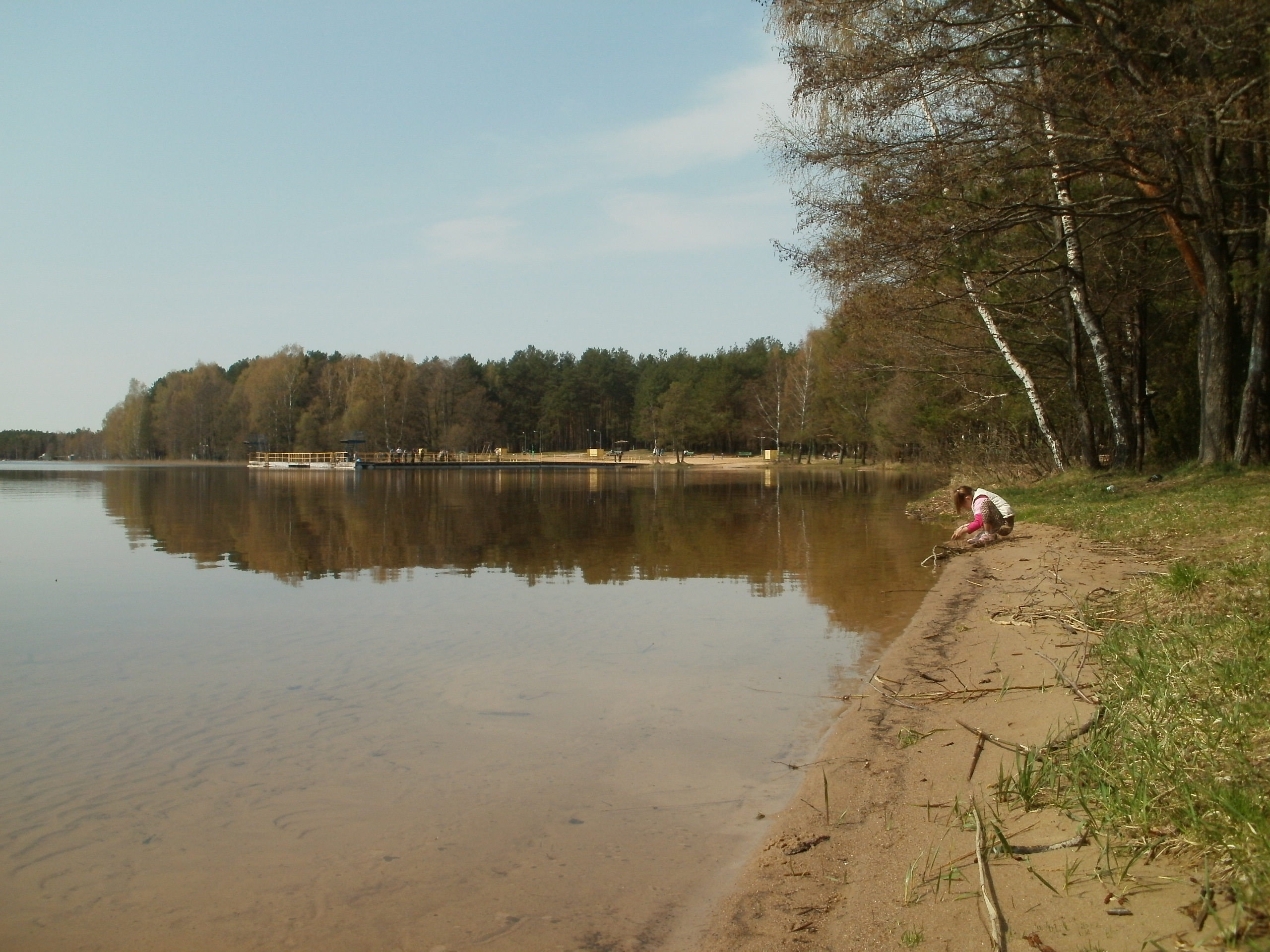
Vista dal litorale sud